# Eirene (geslacht)
Eirene is een geslacht van hydroïdpoliepen uit de familie  Eirenidae.
De wetenschappelijke naam is voor het eerst geldig gepubliceerd in 1829 door Johann Friedrich von Eschscholtz.
De typesoort is Eirene viridula, die onder meer voorkomt in Het Kanaal en de Noordzee, en die oorspronkelijk werd beschreven als Oceania viridula door Péron en Lesueur.

## Soorten
De volgende soorten behoren tot dit geslacht:
- Eirene averuciformis Du, Xu, Huang & Guo, 2010
- Eirene brevigona Kramp, 1959
- Eirene brevistyloides Du, Xu, Huang & Guo, 2010
- Eirene brevistylus Huang & Xu, 1994
- Eirene ceylonensis Browne, 1905
- Eirene conica Du, Xu, Huang & Guo, 2010
- Eirene elliceana (Agassiz & Mayer, 1902)
- Eirene gibbosa (McCrady, 1859)
- Eirene hexanemalis (Goette, 1886)
- Eirene kambara Agassiz & Mayer, 1899
- Eirene lactea (Mayer, 1900)
- Eirene lacteoides Kubota & Horita, 1992
- Eirene menoni Kramp, 1953
- Eirene mollis Torrey, 1909
- Eirene octonemalis Guo, Xu & Huang, 2008
- Eirene palkensis Browne, 1905
- Eirene parvitentaculata Bouillon, 1984
- Eirene proboscidea Bouillon & Barnett, 1999
- Eirene pyramidalis (Agassiz, 1862)
- Eirene tenuis (Browne, 1905)
- Eirene troglodyta Watson, 1998
- Eirene viridula (Péron & Lesueur, 1810)
- Eirene xiamenensis Huang, Xu & Lin, 2010